# Lomatium bradshawii
Lomatium bradshawii är en flockblommig växtart som först beskrevs av Joseph Nelson Rose och Mildred Esther Mathias, och fick sitt nu gällande namn av Mildred Esther Mathias och Lincoln Constance. Lomatium bradshawii ingår i släktet Lomatium och familjen flockblommiga växter. Inga underarter finns listade i Catalogue of Life.

## Bildgalleri

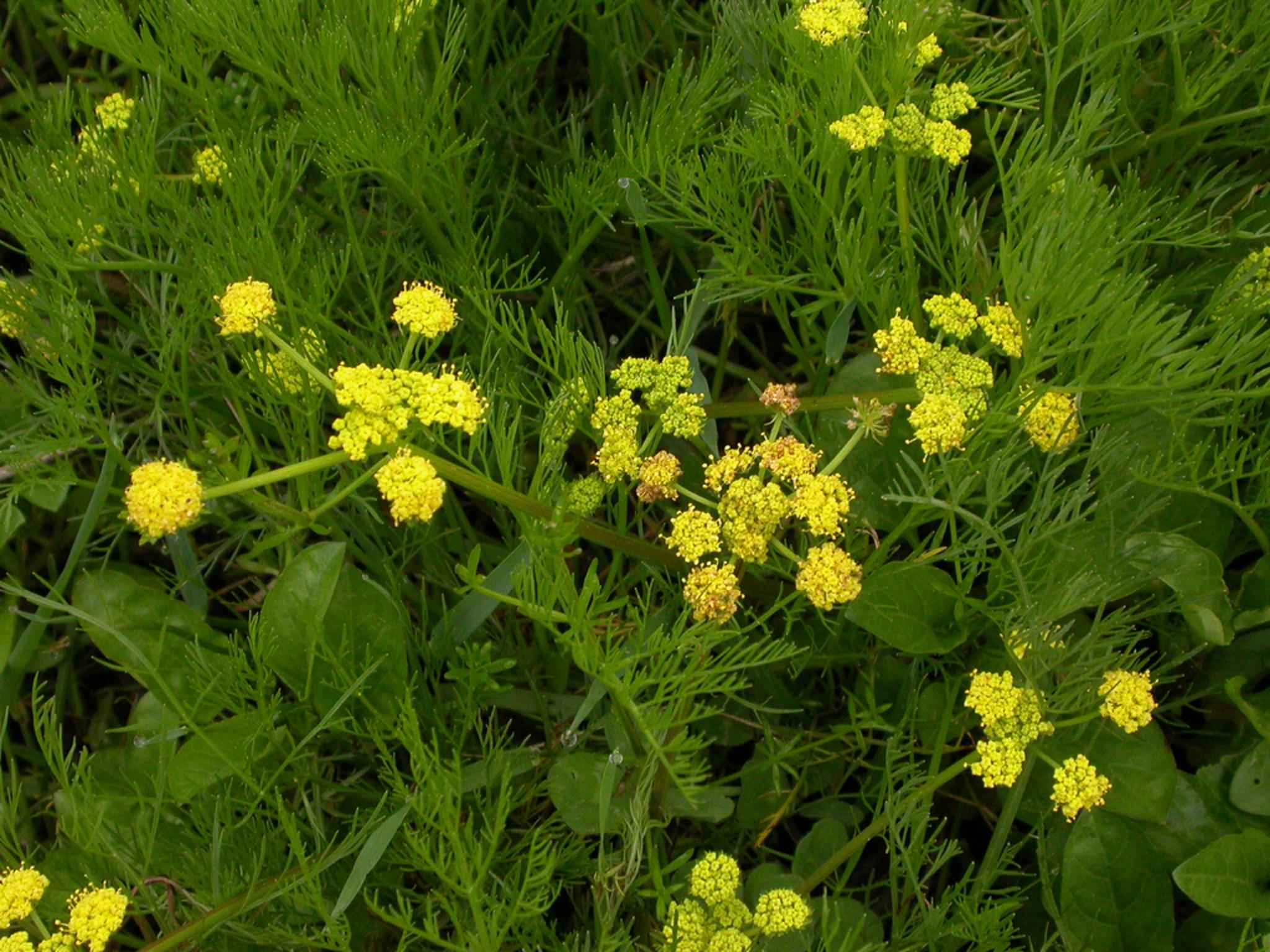
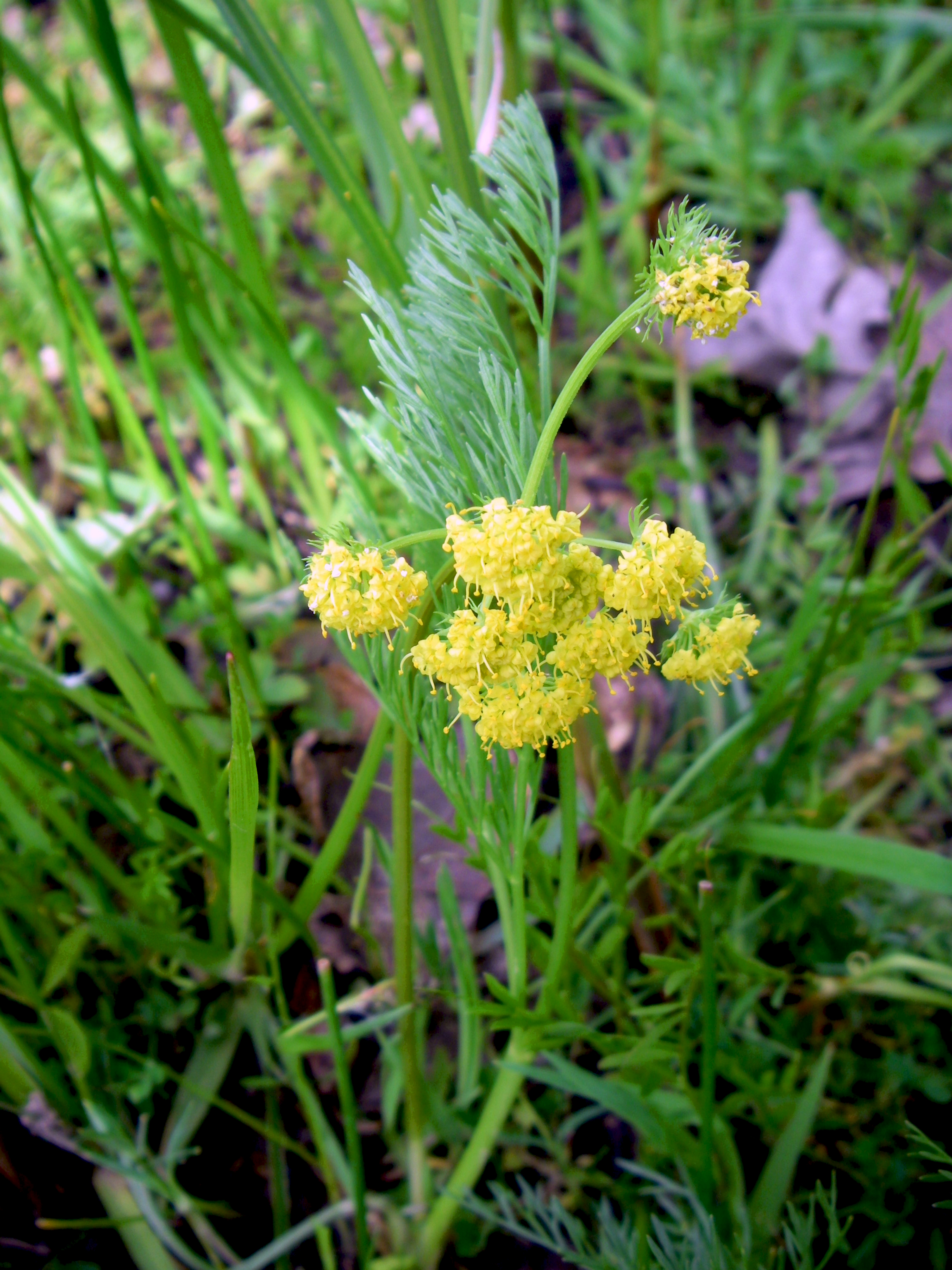
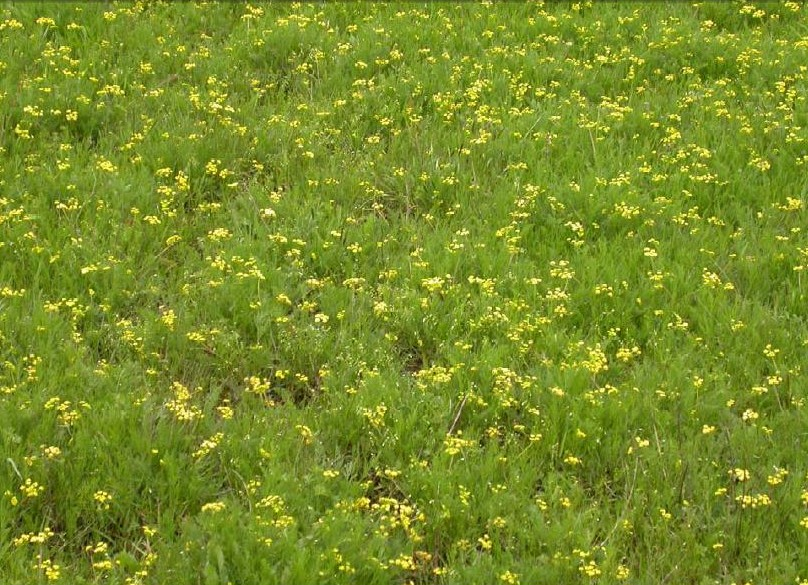